# Moldavska rukometna reprezentacija
Moldavska rukometna reprezentacija predstavlja državu Republiku Moldaviju u športu rukometu.
Trenutačni izbornik:
Krovna organizacija:
Prvi nastup:
Nije dosad ostvarila značajnih rezultata.

## Sudjelovanja na velikim natjecanjima

### Sudjelovanja naOI
- 1936.:
- 1972.:
- 1976.:
- 1980.:
- 1984.:
- 1988.:
- 1992.:
- 1996.:
- 2000.:
- 2004.:
- 2008.:
- 2012.:

### Sudjelovanja naEP
- 1994.: -
- 1996.: -
- 1998.: -
- 2000.: -
- 2002.: -
- 2004.: -
- 2006.: -
- 2008.: -
- 2010.:

### Sudjelovanja naSP
- 1938.: -
- 1954.: -
- 1958.: -
- 1961.: -
- 1964.: -
- 1967.: -
- 1970.: -
- 1974.: -
- 1978.: -
- 1982.: -
- 1986.: -
- 1990.: -
- 1993.: -
- 1995.: -
- 1997.: -
- 1999.: -
- 2001.: -
- 2003.: -
- 2005.: -
- 2007.: -
- 2009.: